# Zbuczyn
Zbuczyn ist ein Dorf sowie Sitz der Landgemeinde im Powiat Siedlecki der Woiwodschaft Masowien, Polen.

## Gemeinde
Zur Landgemeinde Zbuczyn gehören folgende Ortschaften mit einem Schulzenamt:
Borki-Kosy
Borki-Wyrki
Bzów
Choja
Chromna
Cielemęc
Czuryły
Dziewule
Grochówka
Grodzisk
Izdebki-Błażeje
Izdebki-Kosny
Izdebki-Kośmidry
Izdebki-Wąsy
Januszówka
Jasionka
Karcze
Krzesk-Królowa Niwa
Krzesk-Majątek
Kwasy
Lipiny
Lucynów
Łęcznowola
Ługi-Rętki
Ługi Wielkie
Maciejowice
Modrzew
Olędy
Pogonów
Rówce
Rzążew
Smolanka
Sobicze
Stary Krzesk
Świercze
Tarcze
Tchórzew
Tchórzew-Plewki
Tęczki
Wesółka
Wólka Kamienna
Zawady
Zbuczyn I
Zbuczyn II
Zbuczyn III
Zdany
Weitere Orte der Gemeinde sind Grochówka (kolonia), Kijki, Koryta und Ługi-Gołacze.